# Louwman Museum
Het Louwman Museum is een museum voor automobielen in Den Haag. Het Louwman Museum heeft als doel een beeld te geven van wat de automobielindustrie sinds 1887 heeft voortgebracht.

## Geschiedenis
De verzameling van ruim 275 auto's is vanaf 1934 bijeengebracht door twee generaties van de familie Louwman. In 1934 werd als eerste auto van de collectie een 20 jaar oude Dodge gekocht door P.W. Louwman, toendertijd Dodge- en Chrysler-importeur en -distributeur voor Nederland. De Dodge, een type 30, is voorzien van een groot aantal accessoires.

#### Nationaal Automobielmuseum
In 1969 werd de collectie van Geerlig Riemer, oprichter van het Instituut voor den Autohandel en het Nationaal Museum van de Automobiel in Driebergen-Rijsenburg, overgenomen en toegevoegd aan de inmiddels omvangrijke collectie van de familie Louwman. In 1969, enkele weken na het overlijden van initiatiefnemer P.W. Louwman, werd de collectie in Leidschendam onder de naam Nationaal Automobielmuseum voor het eerst opengesteld voor het publiek. Een maand na de opening werd de Suzuki motorfiets waarmee Hugh Anderson vijf jaar eerder wereldkampioen werd, gestolen uit het museum. Het museum had de motor in bruikleen van Suzuki. Een maand later werd de machine teruggevonden.
In 1981 verhuisde het museum naar het terrein van de Nederlandse importeur van Lexus en Toyota, Louwman & Parqui in Raamsdonksveer. Het grootste deel van de collectie auto’s van Autotron werd in 2002 en 2003 overgenomen. Sinds 2010 is de collectie ondergebracht in het Louwman Museum in Den Haag. Op 2 juli 2010 werd de opening verricht door koningin Beatrix.

## Gebouw
Het museum is een in hoofdzaak rechthoekig gebouw dat qua typologie verwijst naar het in de Tweede Wereldoorlog verloren gegane landhuis Reigersbergen. De rode bakstenen in de gevels zijn in een speciaal weefpatroon gemetseld. De Amerikaanse architect Michael Graves liet zich inspireren door de Amsterdamse School. Het gebouw bestaat uit drie verdiepingen, heeft een vloeroppervlak van circa 15.000 vierkante meter, een grondoppervlak van circa 7000 vierkante meter en ruim 10.000 m² expositieruimte. De 'grote hal' is 90 meter lang en 15 meter hoog en heeft een houten, gewelfd plafond. De grote stenen leeuw op het toegangshek is afkomstig van het Dierenpark Wassenaar, dat bestaan heeft van 1937 tot 1985 en ook eigendom was van de familie Louwman. 
Landschapsarchitect Lodewijk Baljon heeft het museum landschappelijk ingepast in het landgoed Marlot-Reigersbergen en het aangrenzende Haagse Bos. Onder meer de Haagse Natuurbescherming en de Stichting Reigersbergen hebben drie jaar lang geprocedeerd tegen de komst van het museum, omdat dit stuk natuur deel uitmaakt van een ecologische verbindingszone. Op verzoek vanuit de gemeente vindt parkeren ondergronds plaats en is het museum 10% minder groot dan oorspronkelijk voorzien.

## Collectie
Alle relevante tijdsperioden in de geschiedenis van de automobiel zijn vertegenwoordigd. Antieke automobielen uit de begintijd van de automobiel (Veteranen) tot en met 1904, de Edwardians tot en met 1918, automobielen uit de zogenaamde Vintage periode tot en met 1930, de Post-Vintage periode tot en met 1946 en de naoorlogse klassiekers. Tot de collectie behoort een van de oudste overgebleven automobielen ter wereld, een De Dion-Bouton et Trépardoux uit 1887.
Er zijn achttien landen en meer dan 100 verschillende autofabrikanten vertegenwoordigd die belangrijk zijn geweest in het ontwerp en de bouw van automobielen, ook Nederlandse automerken. Zo toont het museum de enige overgebleven Eysink uit 1912, een groot aantal exemplaren van het Nederlandse merk Spyker (periode 1904-1924) en een prototype DAF 600 uit 1957.
De nadruk ligt meer op bijzondere modellen, baanbrekende ontwerpen en unica dan op de middenklasse-auto's voor het grote publiek die het straatbeeld bepaalden. De collectie omvat Ferrari's, Maserati's, Alfa Romeo's, Bugatti's en andere beroemde sport- en racewagens. De collectie omvat ook auto's van bekende personen, zoals een Cadillac van Elvis Presley, de Aston Martin waarin James Bond reed in de film Goldfinger, de Humber van Sir Winston Churchill en de Mercedes-Benz van keizer Wilhelm II van Duitsland. 
Er is ook een omvangrijke kunstcollectie, bestaande uit onder meer affiches, sculpturen en trofeeën. Aanvankelijk waren affiches het belangrijkste middel voor fabrikanten om hun automobielen te promoten. Veel beeldend kunstenaars werden geïnspireerd door de automobiel om bijzondere objecten te maken. Niet alleen voor exposities maar ook als prijs bij motorsport evenementen. Tot de collectie behoren onder andere meubels ontworpen door Carlo Bugatti en sculpturen door Rembrandt Bugatti. Ook bezit het Louwman Museum een grote collectie historische telescopen en verrekijkers, verzameld door P.J.K. Louwman. Hierin bevinden zich een lens uit 1656 van Christiaan Huygens en een 18e-eeuwse toneelkijker van Marie Antoinette, echtgenote van Lodewijk XVI.

## Fotogalerij

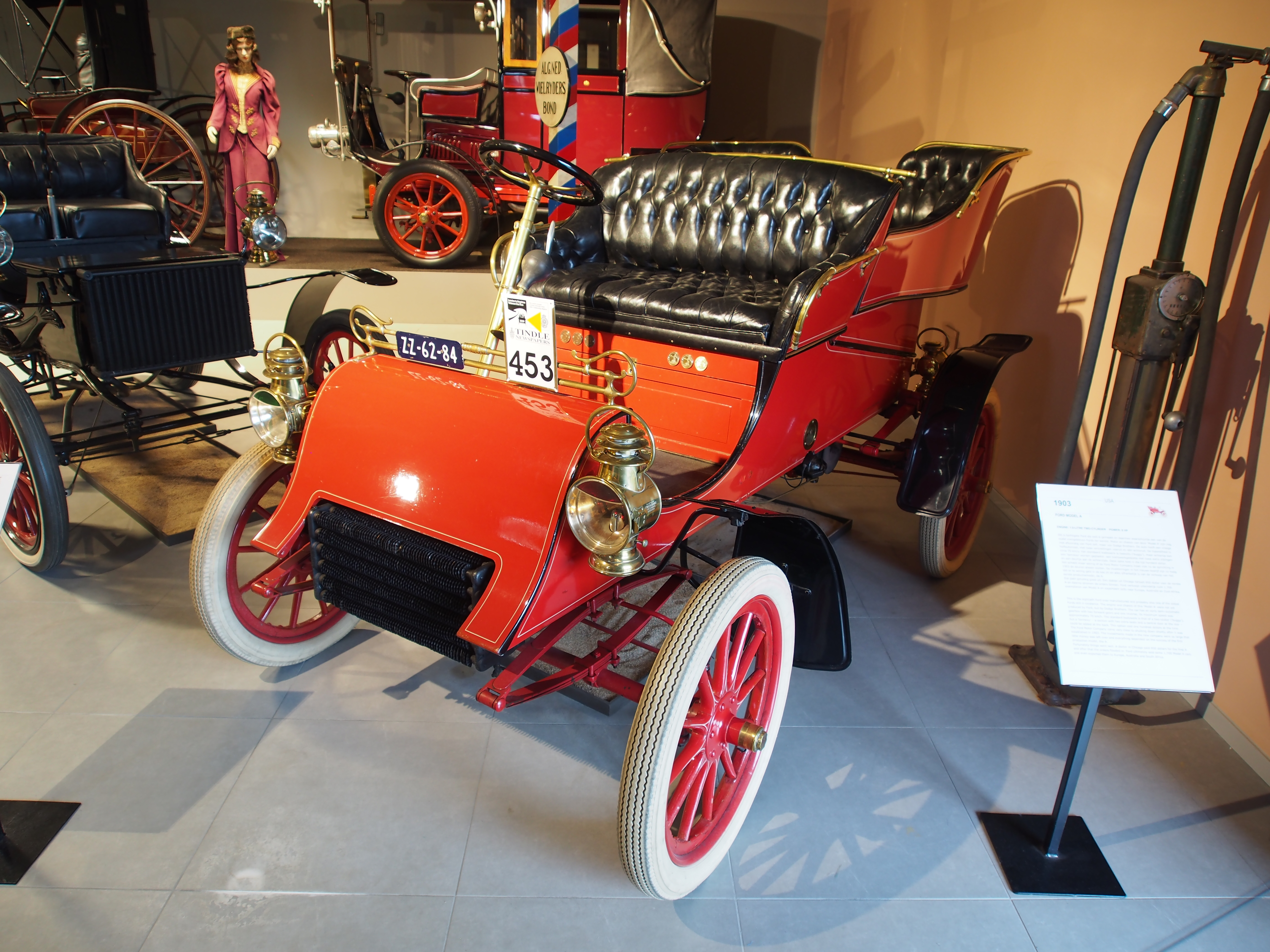
1903 Ford Model A
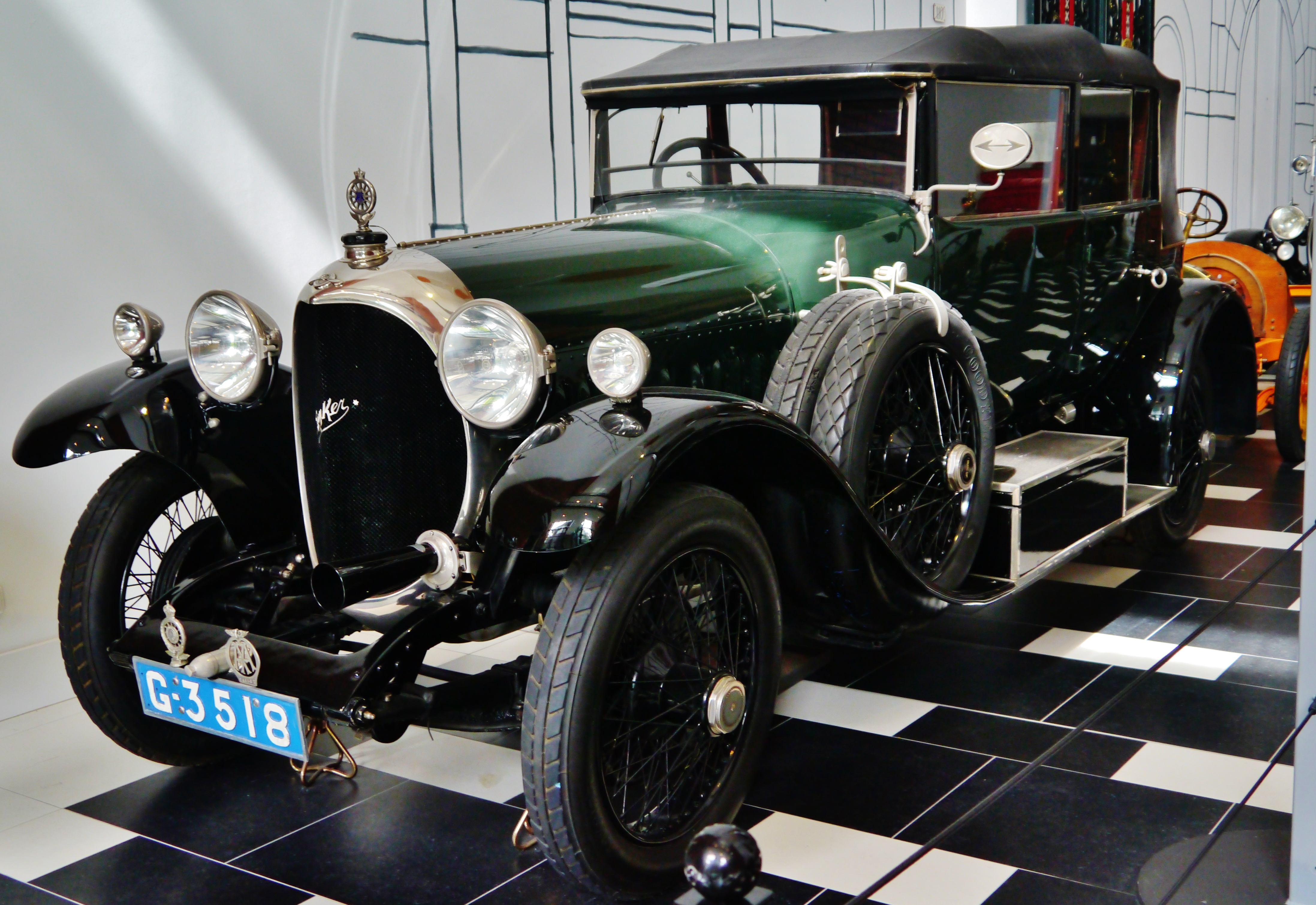
Spyker C4 All-Weather Coupé
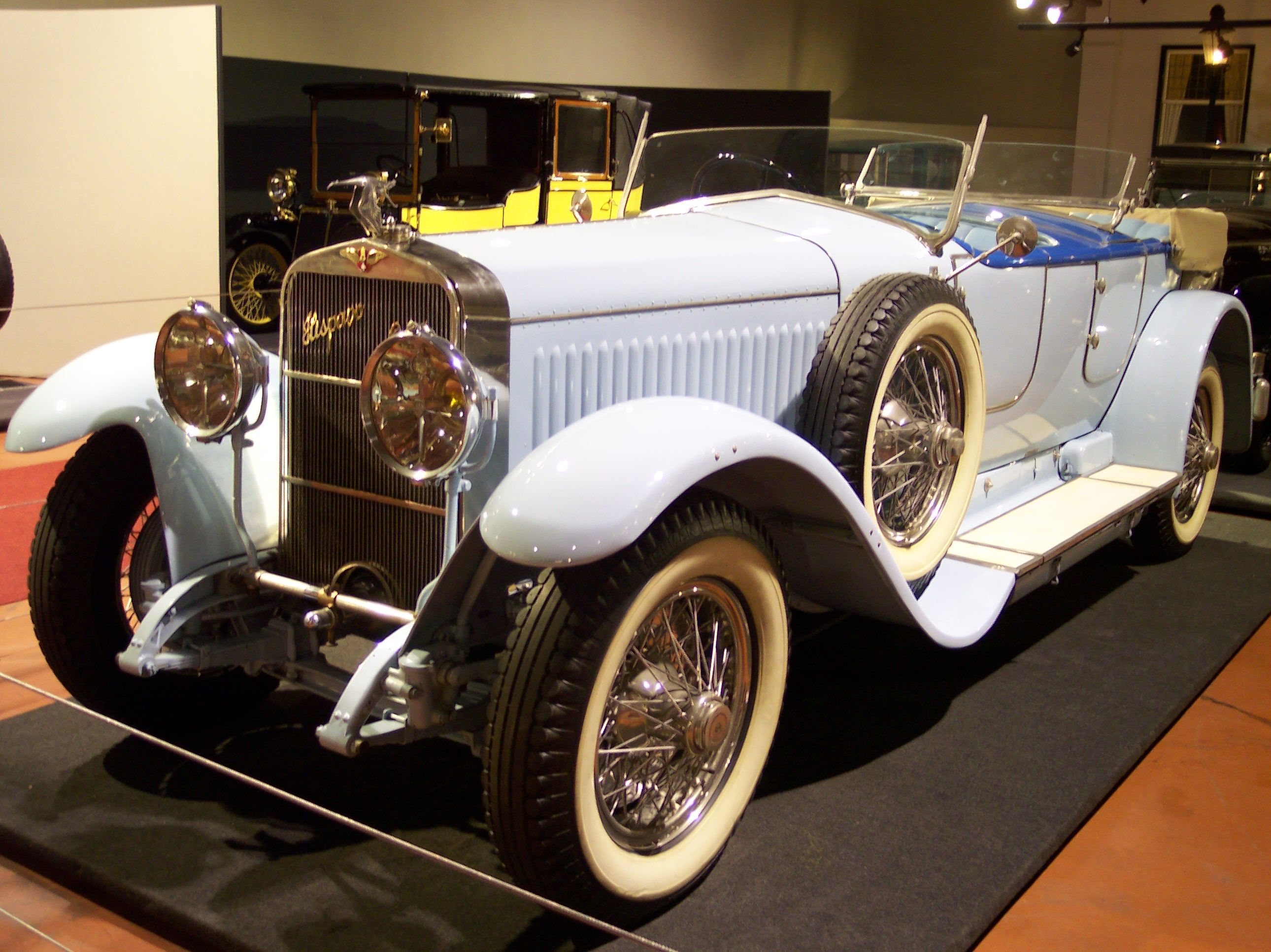
1924 Hispano-Suiza H6B Million-Guiet Dual-Cowl Phæton
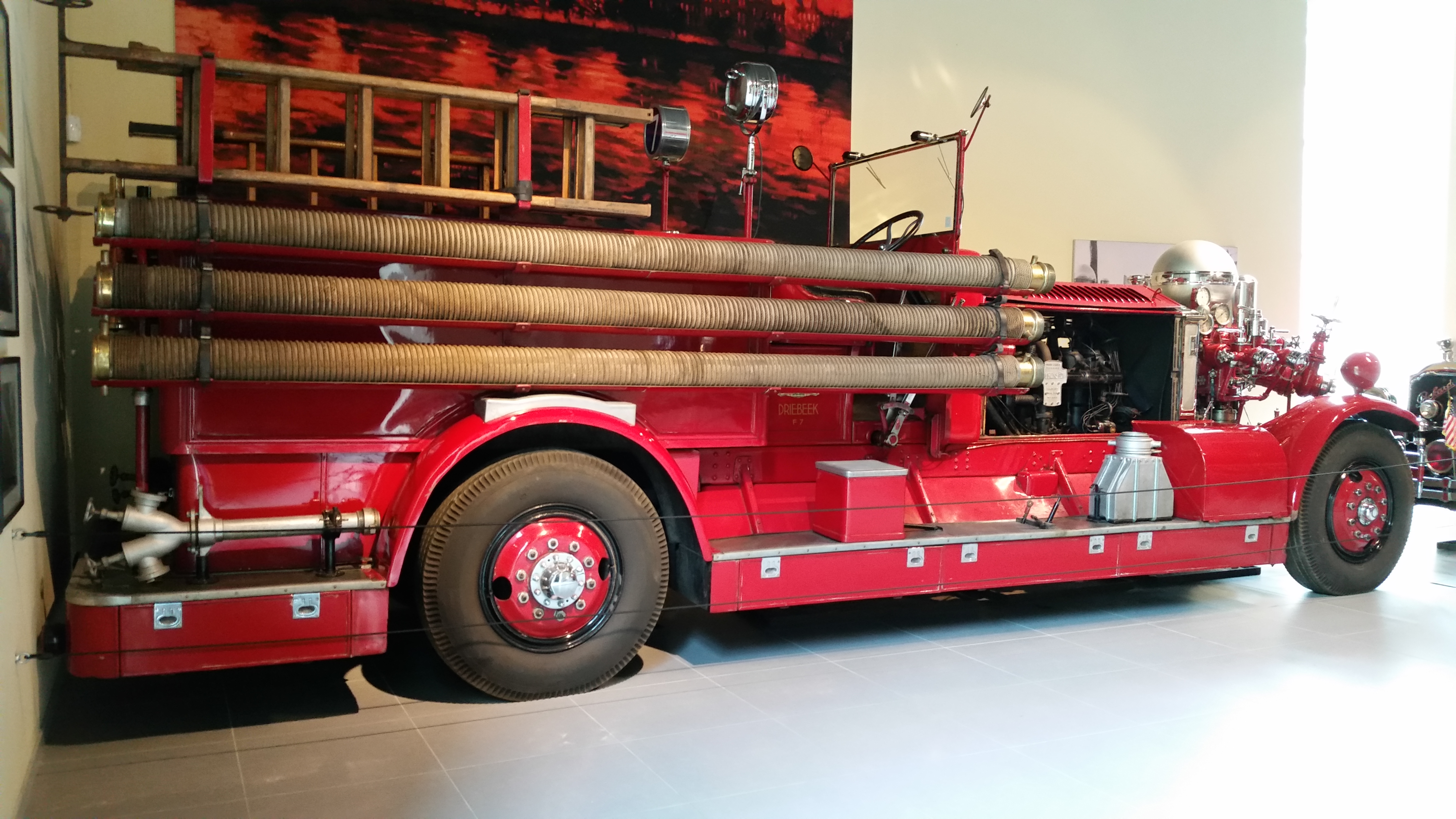
1928 Ahrens-Fox Model N-S-2 brandweerauto
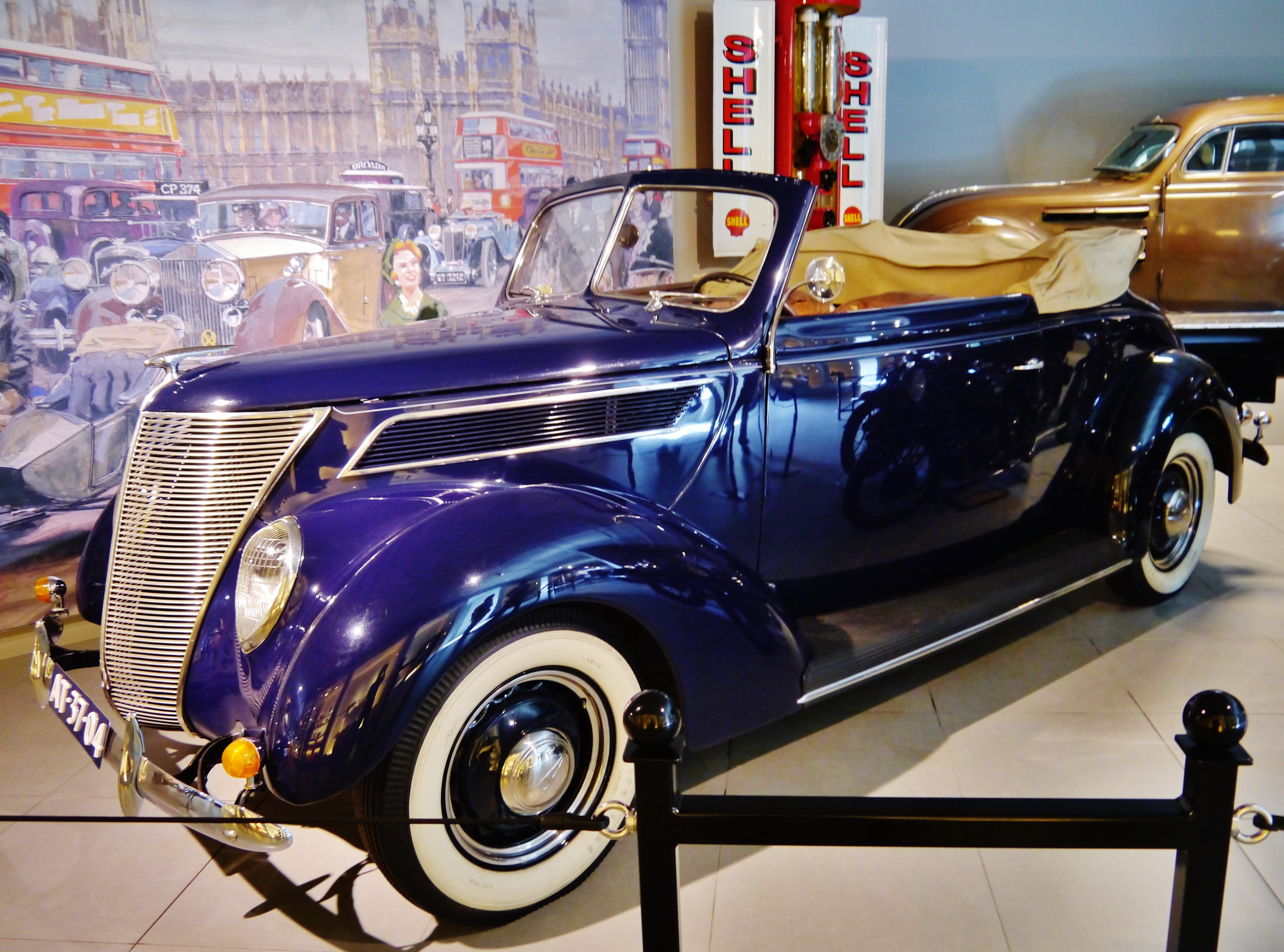
Ford B8 cabriolet
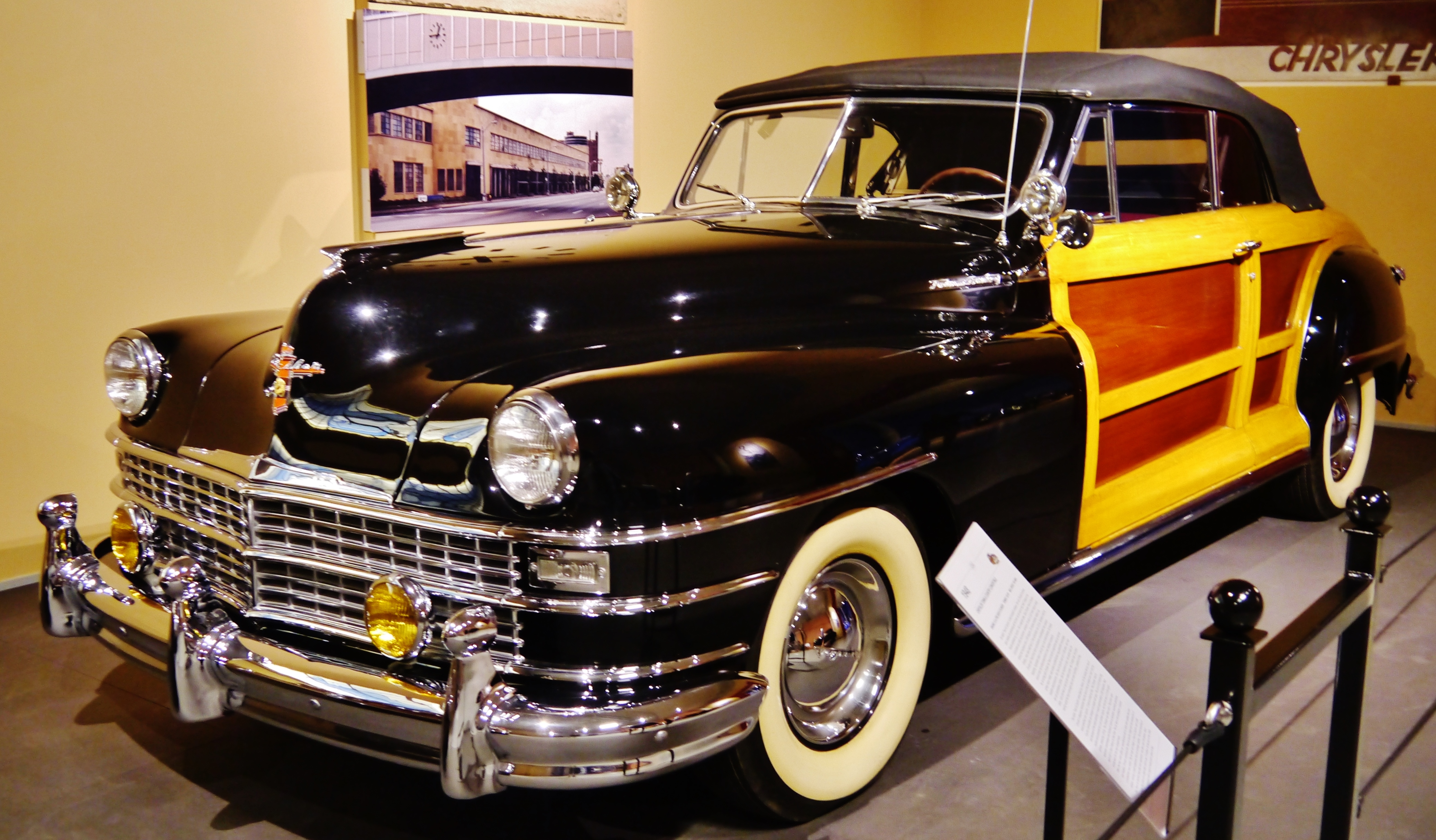
Chrysler Town & Country Convertible
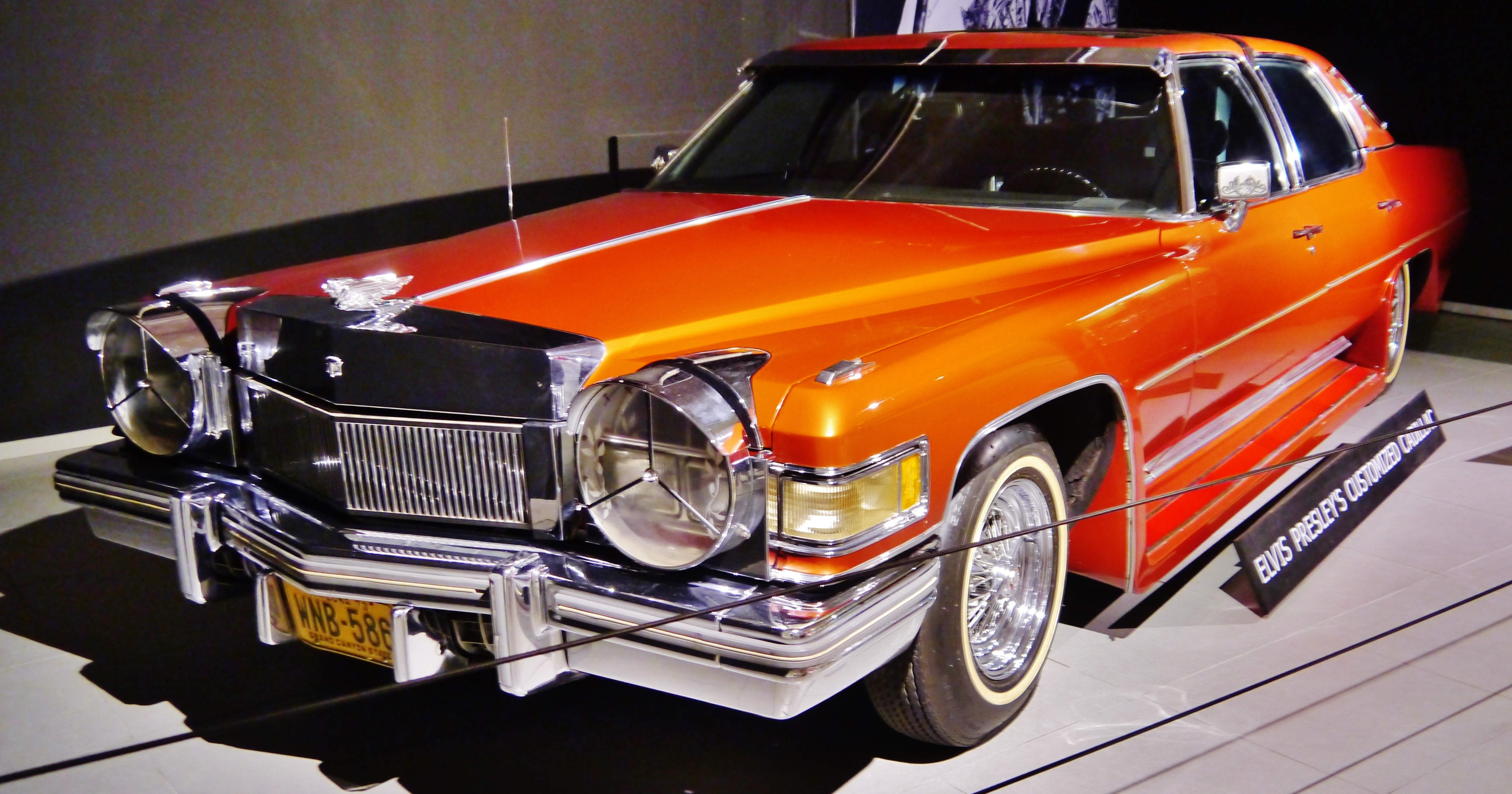
Cadillac van Elvis Presley
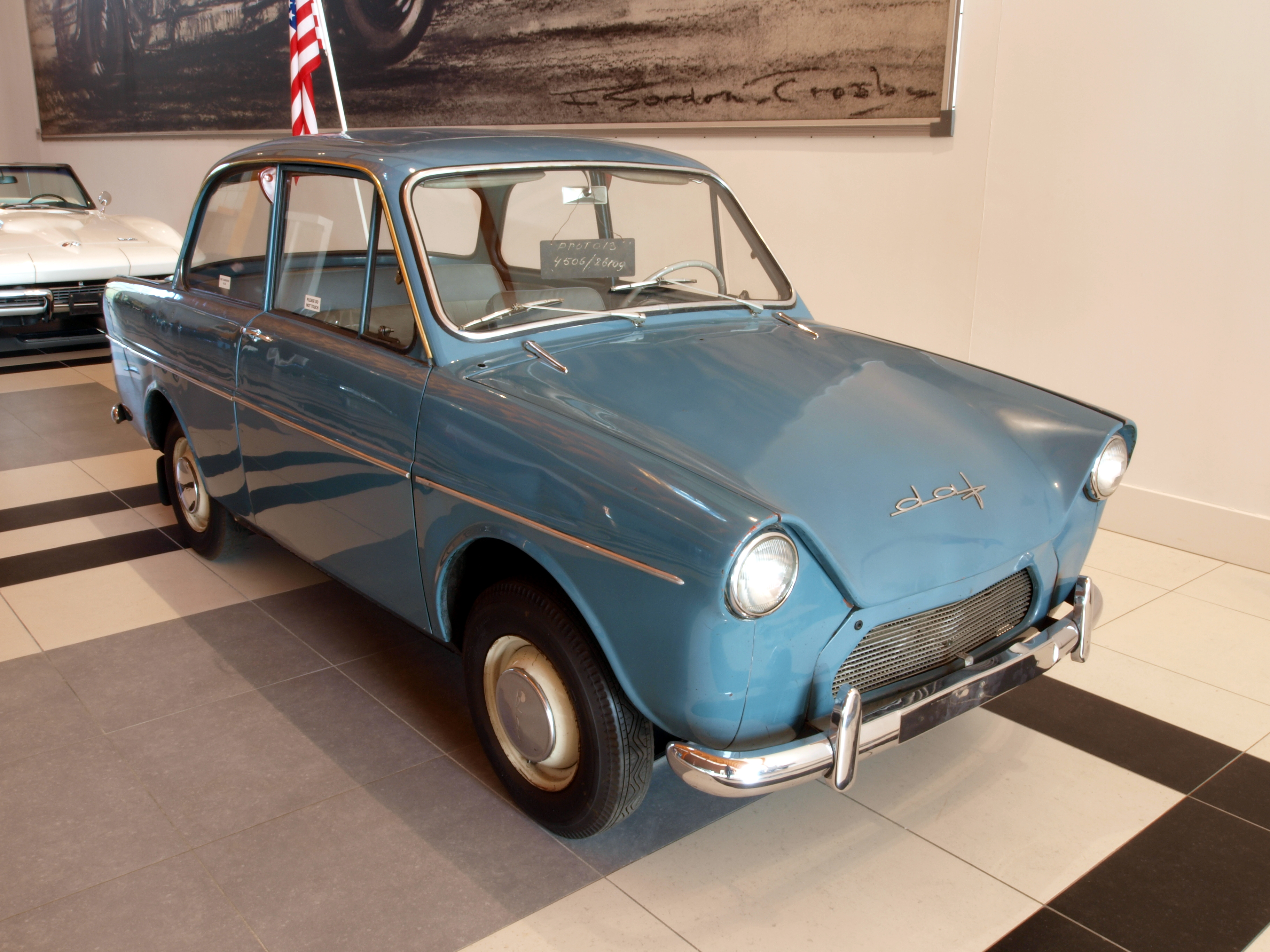
1957 DAF 600 prototype
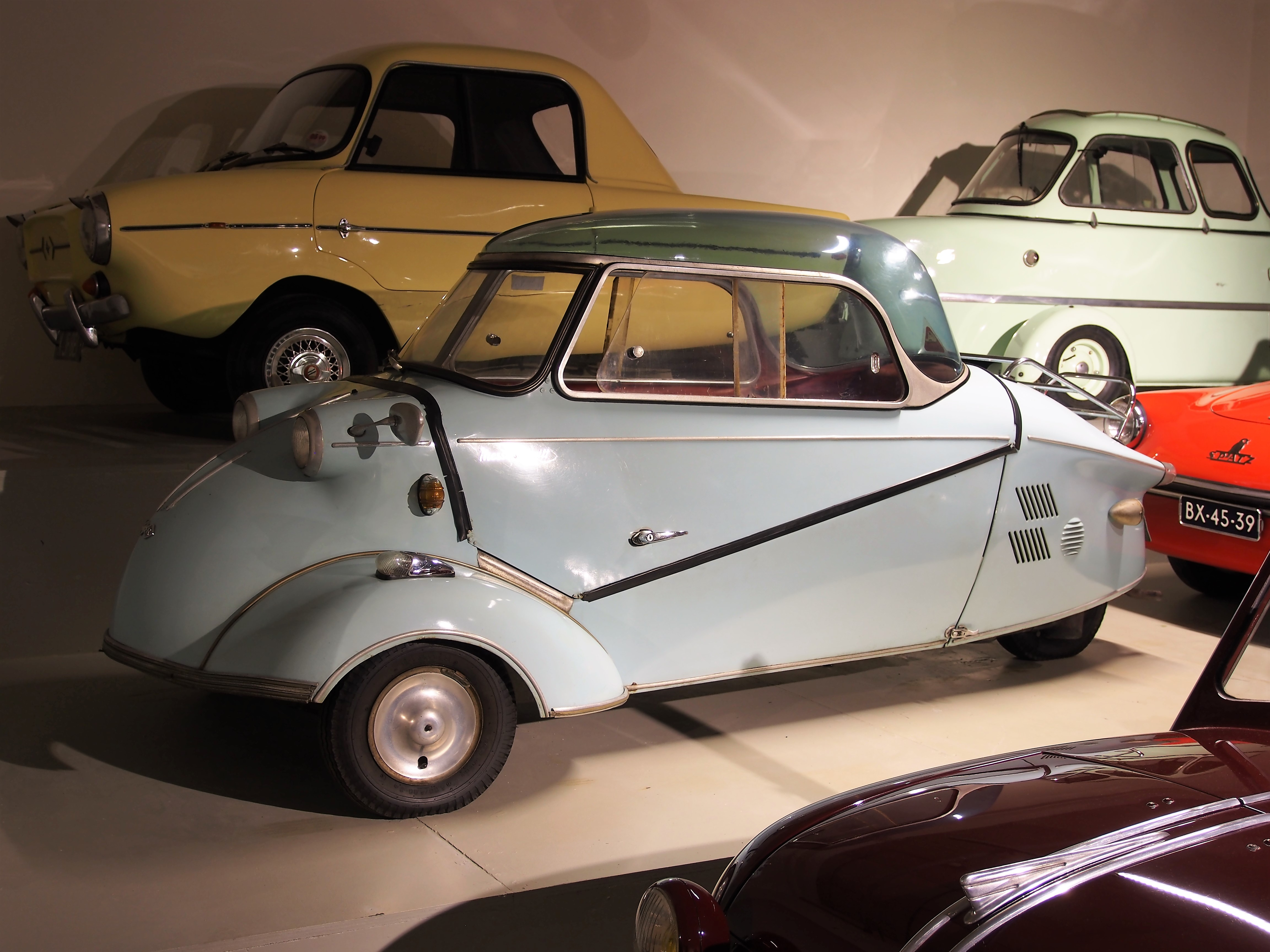
1959 Messerschmidt KR200
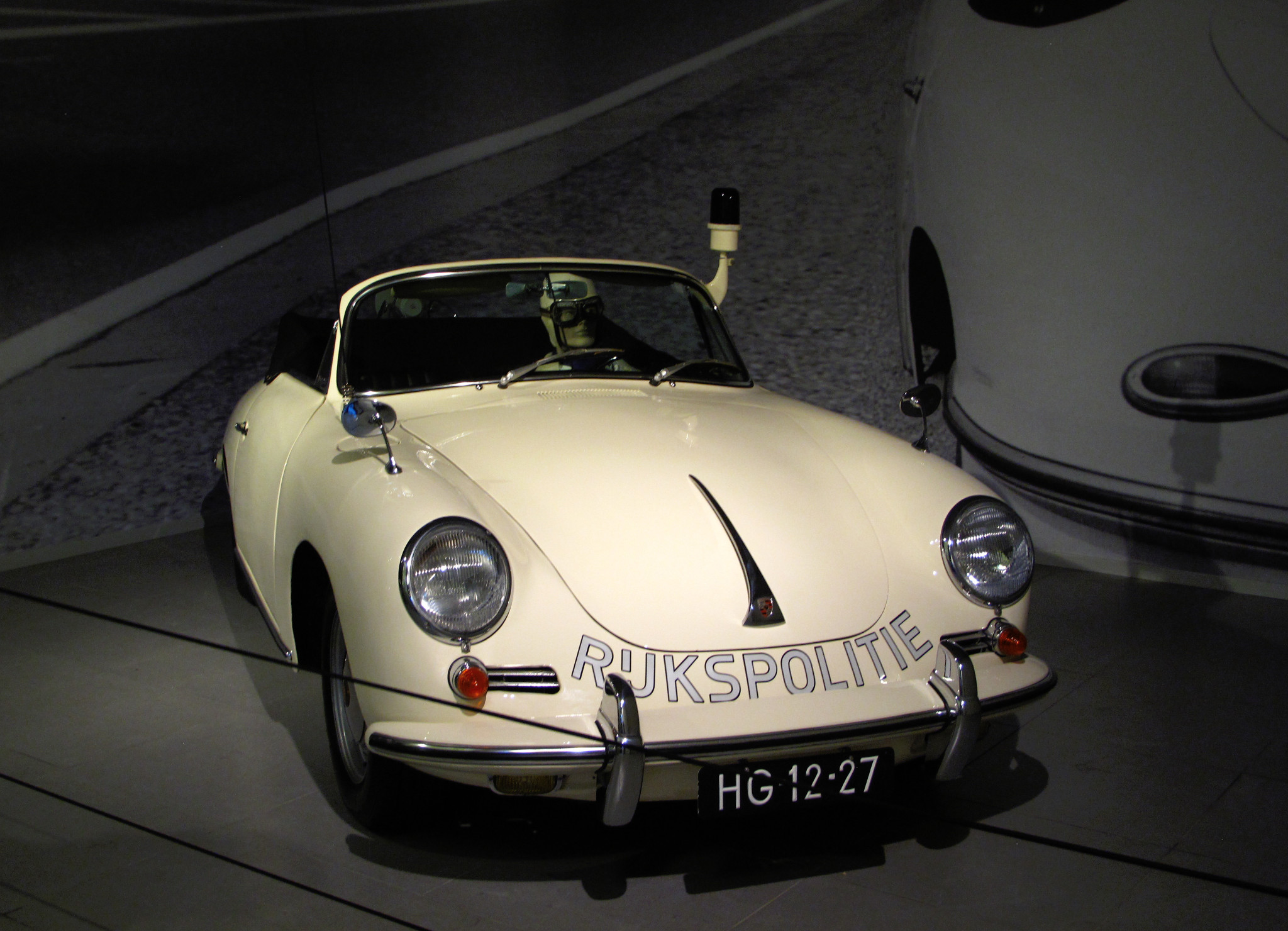
1962 Porsche 356 B 1600 Cabriolet 'Rijkspolitie'